# Tunggalpager
Tunggalpager is een bestuurslaag in het regentschap Mojokerto van de provincie Oost-Java, Indonesië. Tunggalpager telt 10.492 inwoners (volkstelling 2010).